# 武久源造
武久 源造（たけひさ げんぞう、1957年7月27日 - ）は、日本の鍵盤楽器奏者、チェンバロ奏者、フォルテピアノ奏者、オルガン奏者、古楽器奏者、クラヴィコード奏者、即興演奏家、バッハ研究家、作曲家、指揮者。愛媛県松山市出身。
国立音楽大学客員講師。フェリス女学院大学音楽学部器楽科及び同大学院元講師（1998 - 2010年）。

## 人物
1歳で全盲となり、2歳で音楽教師であった父親に音楽の才能を見出される。1966年4月26日、ベルリン・フィル松山市民会館の公演でヘルベルト・フォン・カラヤンが演奏したチェンバロの音色に魅せられ、研究を始める。小学生でチェンバロを習うために寝台列車で東京へ通い続け、チェンバロ、オルガン、ピアノ、クラビコードなど様々な鍵盤楽器を弾きこなす。
2000年から古楽器グループ「コンヴェルスム・ムジクム」を結成・主宰し、指揮や編曲活動にも力を注ぎ、常に新しくまた充実した音楽を追求し続けている。

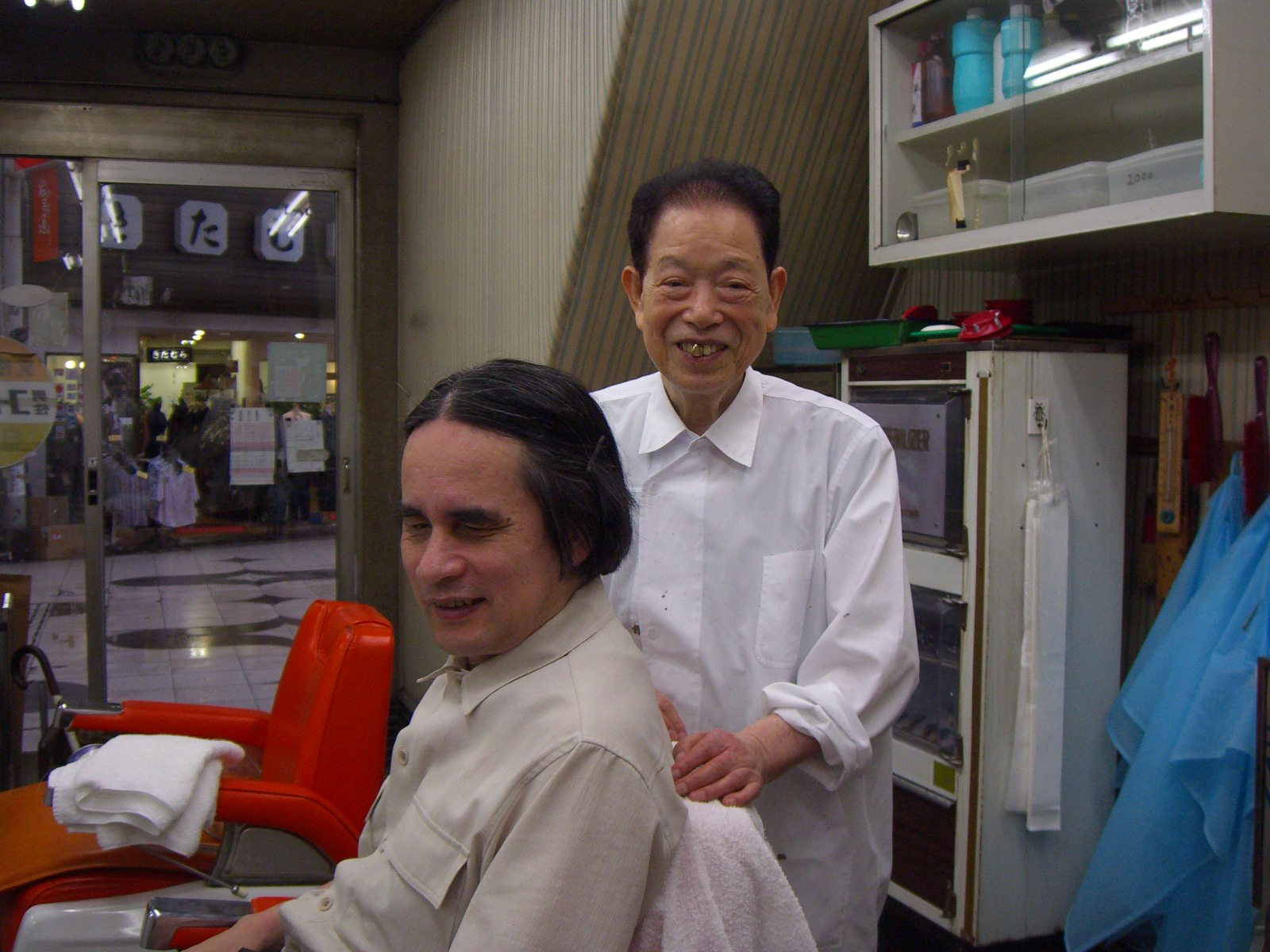
尾道の理容師、故、小田原俊幸さんと（2006年）

さまざまな編成でヨハン・ゼバスティアン・バッハやヴィヴァルディ、シュッツ等をレパートリーにする他、チェンバロやピアノ、オルガンを中心に各種鍵盤楽器を駆使して中世から現代まで幅広いジャンルにわたり様々なレパートリーを持っている。ブクステフーデ、バッハなどのドイツ鍵盤作品では、その独特で的確な解釈に国内外から熱心な支持が寄せられている。また、作曲、編曲作品を発表し好評を得ている。音楽的解釈とともに、楽器製作の過程についても造詣が深く、楽器の構造的特色を最大限に引き出す演奏が楽器製作家たちからも高く評価されている。オルガンやチェンバロのソロ活動も多く行い、現代作品演奏や即興演奏も行っている。
2007年よりジルバーマンピアノ（深町研太による復元）の改善改良のため、天然素材を世界中から調達しては試作を繰り返し、原典に忠実に自ら手がけている。バッハが追い求めた最高の音色を創り演奏している。

## 略歴
東京藝術大学音楽学部楽理科を盲人で初めて卒業後、同大学大学院音楽研究科音楽学専攻に進学、16〜17世紀の音楽修辞学を服部幸三に師事、オルガンを月岡正暁、秋元道雄、チェンバロを小林道夫、鍋島元子に師事した。1983年、ブクステフーデを研究し同大学院を修了。研究テーマは、主に『バッハ以前の音楽におけるDispositioについて』。
1984年から国内外で演奏活動を開始し、1986年より作曲、編曲などを発表。1998年~2010年3月フェリス女学院大学音楽学部及び同大学院講師を務め、現在国立音楽大学客員講師。
2002年から毎年、韓国からの招請による「コンヴェルスム・ムジクム韓国公演」を行い、両国の音楽文化の交流に大きな役割を果たした。
2005年より鍵盤楽器の新領域とも言えるシンフォニーのピアノ連弾版に取り組み、多方面から注目を集めた。
2006年NHK第一ラジオ「ときめきカルチャー」コーナーに年間を通して出演しており、その後もNHKのカルチャー・ラジオシリーズで何度かレクチャーを務めた。
2011年7月、ドイツ・シュタインスフェルトでのバジリカ・オルガンを使ったコンサートでは、山口眞理子との共演で、自作の「アクア・ベリターティス」を発表。2013年、ラモーの抒情喜劇『レ・パラダン』の日本人による初演を指揮して、絶賛を博した。また、毎年、ヨーロッパ各国(ドイツ、リトアニア、アイスランド、スウェーデン等)で、即興演奏を含む多彩なプログラムによって、オルガン、チェンバロ、ピアノその他の楽器を使った・コンサートを行い、注目を集めた。
2015年、ジルバーマン・ピアノによるバッハ作曲「パルティータ」の世界初の全曲録音をリリース。2016年3月には、2度目のゴールトベルク変奏曲の録音をリリースした。ここでは、日本で初めて16ft弦付チェンバロによって、ゴールトベルクの新しい可能性を切り開いた。さらに、同年、市瀬礼子との共演によって、バッハのガンバ・ソナタ全曲を、ジルバーマン・ピアノとチェンバロを使い分けて録音し発表。2017年4月、ジルバーマン・ピアノとペダル付チェンバロを使い分けて、バッハの《平均律クラヴィーア曲集》全曲録音を始動。4部作の第一～四弾全曲を2019年8月完成発表。その際、従来誤訳として議論されてきた《平均律》を《適正律》と改め、「適正律クラヴィーア曲集」とした。
古楽コンクール（1997年、2001年、甲府）他多数、国際チェンバロ製作家コンテスト（1991年、米アトランタ）等で審査員を歴任。コジマ録音を中心に演奏発表するほか、作曲も手がけた。
'91年よりプロデュースも含め40作品以上のCDをALM RECORDSよりリリース。中でも「鍵盤音楽の領域」（Vol.1~9）、チェンバロによる「ゴールトベルク変奏曲」、「J.S.バッハオルガン作品集Vol.1」、オルガン作品集「最愛のイエスよ」、「バッハの錬金術Vol.2 #1/4#2/4＃3/4 #4/4 適正律クラヴィーア曲集 第1集・第2集 第1番〜第24番」、ほか多数の作品が、「レコード芸術」誌の特選盤となる快挙を成し遂げた。
コロナ禍にあり、バッハの『イギリス組曲（バッハ）』に取り組み全曲録音を果たした。
2022年全曲CDリリースし、同特選盤となった。
2023年10月、第20回本間一夫文化賞を受賞。

## 著作物

### 著書
- 『新しい人は新しい音楽をする』(アルク出版企画)[7]

### 映画
- 武久源造ドキュメンタリー映画『父から子への歌声』（南海放送1981年芸術祭大賞受賞作品）

　　　音楽家としての成長を少年期から10年に亘って記録した集大成。

### CD
- 「シフォーチの別れ」(1991年、チェンバロ独奏、エリオン)
- 「鍵盤音楽の領域vol.1(チェンバロ、オルガン、91年〜。ALM=コジマ録音)
- 「J.S.バッハ ゴールドベルク変奏曲」(チェンバロ独奏、96年)
- 「J.S.バッハ オルガン曲集1」(オルガン・ソロ、95年)
- 「オルガンの銘器を訪ねて vol.1 カザルスホール」(99年)
- 「J.S.バッハ  ヨハネ受難曲」(指揮、01年)
- 「オルガンの銘器を訪ねて vol.3  名古屋学院大学チャペル」(05年8月)
- 「J.S.バッハ  協奏曲3  バッハアンサンブルの醍醐味」(06年2月)
- 「J.S.バッハ 古往今来」(チェンバロソロ、07年1月)
- 「オルガンの銘器を訪ねて vol.4  所沢市民文化センターミューズ」(08年1月)
- 「アンサンブル音楽の領域vol.3. バッハの宮廷音楽」(09年1月)
- 「鍵盤音楽の領域 vol.8  バッハmeetsジルバーマン・ピアノ」(09年7月)
- 「鍵盤音楽の領域 vol.9  バルダキン・オルガンの世界」(11年2月)
- 「J.S.バッハ 協奏曲集 4  未来系バッハへの道」(12年1月)
- 「J.S.バッハ  パルティータ 〈全曲〉」(15年4月)
- 「J.S.バッハ  ゴルトベルク変奏曲 ／14のカノン」(山川節子との共演、16年2月)
- 「バッハの錬金術　Vol.1 ヴィオラ・ダ・ガンバと鍵盤楽器のためのソナタ全曲／二つのトッカータ」（市瀬礼子と共演、16年9月）
- 「バッハの錬金術 Vol.2 #1／4 適正律クラヴィーア曲集 第1集・第2集 第1番〜第6番」 (17年4月)
- 「バッハの錬金術 Vol.2 #2／4  適正律クラヴィーア曲集 第1集・第2集 第7番〜第12番」(18年1月)
- 「バッハの錬金術 Vol.2 #3／4  適正律クラヴィーア曲集 第1集・第2集 第13番〜第18番」(18年2月)
- 「バッハの錬金術 Vol.2 #4／4  適正律クラヴィーア曲集 第1集・第2集 第19番〜第24番」(19年8月)

## 出演
- 『ヨーロッパの響きのひみつ』
- 『きょうも元気で！わくわくラジオ』金曜日「ときめきカルチャー」(2006年・NHKラジオ第1放送)
- 『MUSICBIRD TOKYO FM』「田中美登里インタビュー、 トランス・ワールド・ミュージック・ウェイズ」多数出演